# Романчук, Тарас Викторович
Тара́с Ви́кторович Романчу́к (укр. Тарас Вікторович Романчук, пол. Taras Romanczuk; 14 ноября 1991, Ковель, Волынская область) — польский (ранее — украинский) футболист, полузащитник клуба «Ягеллония» и сборной Польши. Участник чемпионата Европы 2024.

## Биография

### Клубная карьера
В ДЮФЛ выступал за ФК «Ковель» и BRW-ВІК с 2004 года по 2008 год. В 2010 году перешёл в мини-футбольный «Апперкот», за который играл до февраля 2013. Затем вернулся в «большой» футбол, переехав в Польшу. Сперва играл за «Легьоновию», а с 2014 года выступает за команду Экстракласса «Ягеллония».

## Личная жизнь
В 2018 году получил польское гражданство.
В марте 2018 году получил вызов в сборную Польши на товарищеские матчи со сборными Нигерии и Южной Кореи. Дебютировал за сборную Польши 27 марта 2018 года в матче со сборной Южной Кореи.